# デントン (テキサス州)
デントン（英: Denton）は、アメリカ合衆国テキサス州の都市。デントン郡の郡庁所在地である。人口は13万9869人（2020年）。ダラスの北西64キロメートルに位置し、ダラス・フォートワース複合都市圏に含まれる。
デントンにはテキサス州北部では最大の北テキサス大学と、過去は女子大で1994年から完全共学になったテキサス女子大学という2つの州立大学がある。2つ合わせて、学生数は46,000人以上になる。このような大きな大学があることで大学都市・学術都市と呼ばれることが多い。
テキサス州の土地特許によって1846年にデントン郡、1857年にデントン市が成立した。どちらもこの地域の開拓者で民兵隊の大尉だったジョン・B・デントンに因む命名である。2つの大学ができたことで、デントン市を近隣地区から特徴あるものにした。その結果、教育と小売業が市の経済に大きな役割を果たしている。この町は音楽シーンが活発であり、音楽雑誌「ペイスト」が2008年アメリカの「ベスト音楽シーン」と名付けた。「北テキサス州祭とロデオ」や「デントン芸術とジャズの祭」といった行事で30万人以上の観衆を呼んでいる。近年のデントンは急速に成長しており、2006年の雑誌「マネー」では「アメリカで住みたい所100傑」の58位に挙げられた。

## 歴史

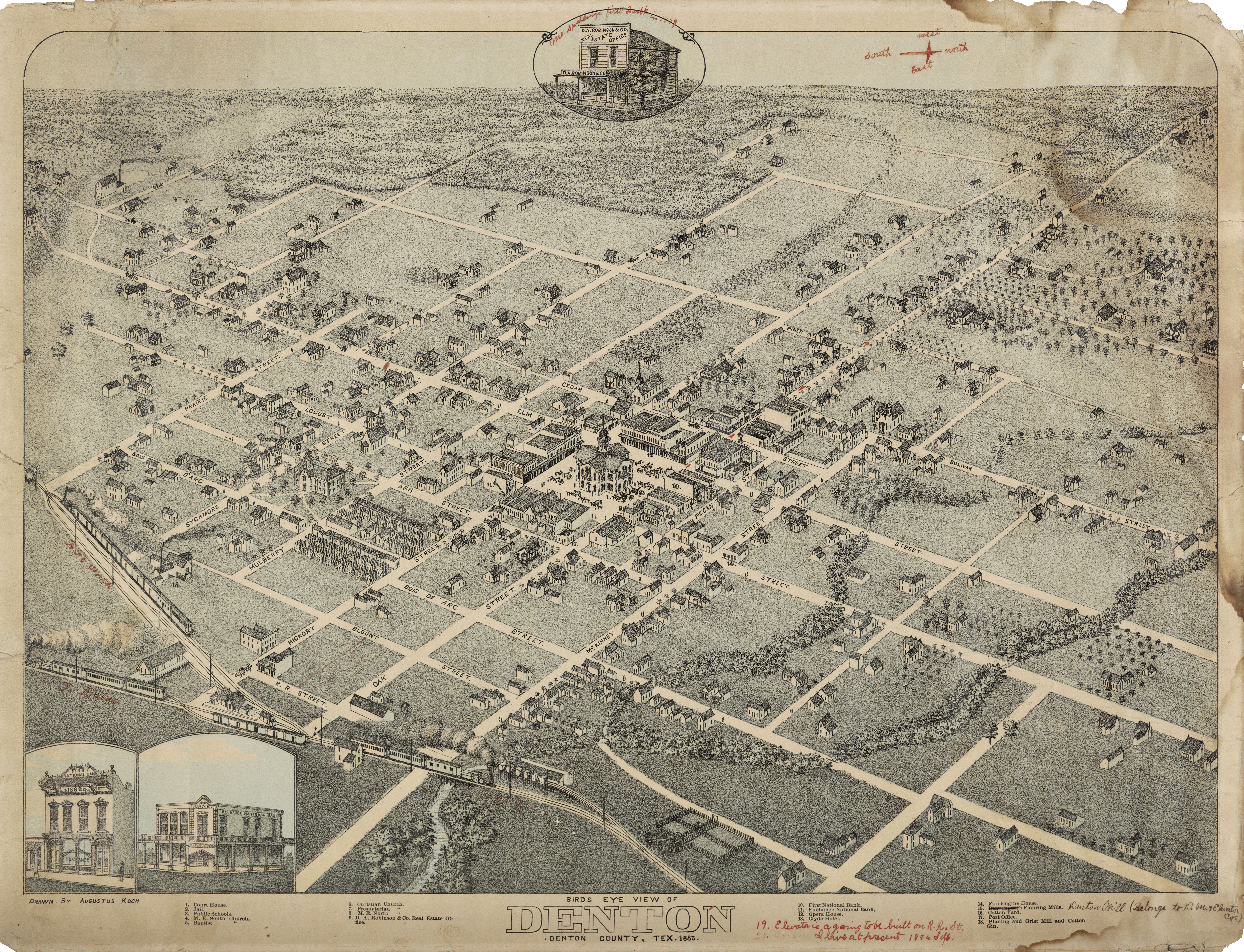
1883年のデントン市地図

デントン市の成立はデントン郡の成立と密接な関係がある。北テキサスの他の隣接する都市とは異なり、1800年以前にアメリカ・インディアンが大勢住んでいたという記録は無い。19世紀半ば、ケンタッキー州のウィリアム・S・ピーターズがテキサス州議会から土地特許を取得し、ピーターズ・コロニーと名付けたのが、ヨーロッパ人による開拓の始まりだった。テキサス州議会は、1843年にまず南東部が入植されたことに続いて、1846年にデントン郡成立を票決した。住民はピンクニービルとアルトンという2つの郡庁所在地を選んでいたが、1857年の投票で最終的にデントンが選ばれた。郡も市も説教師で弁護士だったジョン・B・デントンに因んで名付けられた。デントンは1841年にエドワード・H・タラント将軍が率いたキーチ族インディアンに対する戦闘で戦死した。市の配置はオーティス・G・ウェルチ等に発注され、1857年には最初の通り名が決められた。デントンが自治体化されたのは1866年になってからであり、初代市長はJ・B・ソーヤーだった。
デントン市は強力な農業交易中心と製粉や住宅建設業の製造拠点となるにつれて大きく拡大した。1881年にテキサス・パシフィック鉄道が開業したことで、市は鉄道の結節点となり、地域に人が移転してくるようになった。これにも拘わらず、強力な製造業にまでは発展せず、農業の労働力に依存していた。
1890年に北テキサス師範学校（現在の北テキサス大学）が、1903年に女子産業カレッジ（現在のテキサス女子大学）設立されると、デントンは大学町になった。これら大学の規模が拡大するにつれて、その経済と文化に与える影響力も強くなった。
フライ通り周辺の地域は一時期デントンの文化の中心と考えられ、店舗、音楽会場およびレストランが集まった。この地区の建物は1920年代に建てられたものが多い。1914年から1959年まで市長・市政委員会の方式で統治されていたが、1959年に新しい憲章が採択されて市政委員会・シティマネジャー方式に変更された。
1954年、連邦市民防衛管理局の地域事務所がダラスからデントンに移転し、その数年後には大規模な地下防空壕が完成した。当時は国内で唯一の連邦市民防衛管理局地下防空壕であり、そこから有事の際にはアメリカ合衆国大統領や連邦の役人が指示を行う所と指定されていた。この防空壕は後に連邦緊急事態管理庁リージョンⅥの本部になった。
デントン市の人口は1960年の26,844人から1980年の48,063人へと急速に増加した。ダラス・フォートワース都市圏に近く、州間高速道路35号線で直接結びつけられたことがこの成長に寄与した。1974年にダラス・フォートワース国際空港が開港し、さらに人口増に拍車を掛けた。それまでのムーアズ・ビジネス・フォームズやモリソン・ミリング社のようなそこそこの従業員を抱える製造会社に加えて、1960年代半ばにビクター・イクイップメント社、1980年にピータービルトのような重工業の会社が入ってきて、地元の雇用を増やした。人口は1990年の66,720人から2000年には80,537人に飛躍した。
2006年5月、歴史あるフライ通りの100ブロックをヒューストンに本拠を置くユナイテッド・エクイティ社が買収し、歴史的な建物の幾つかを解体して、新しい多目的センターを建てるという声明を出した。この計画はフライ通りビレッジと呼ばれ、小売店やレストランを収用する計画だった。この提案が市内を二分し、フライ通り救うための非営利団体による草の根運動が間もなく始まった。この組織はフライ通りを市の歴史と文化の象徴として保存することを目指した。開発計画は暗礁に乗り上げた。2010年時点でもまだ保留状態である。

## 地理
デントンは北緯33度12分59秒 西経97度7分45秒 / 北緯33.21639度 西経97.12917度に位置する。ダラス・フォートワース都市圏の北縁にあり、州間高速道路35号線とアメリカ国道380号線、同377号線、同77号線が交差している。州間高速道路35号線がダラス方面の東35号線とフォートワース方面の西35号線に分岐するのもここである。デントンを含めた3都市で北テキサスのゴールデン三角形と呼ばれる地域を形成している。ルイスビル湖は「テキサスの都市バス釣り首都」とも言われる釣り場であり、市の南15マイル (24 km) にある。
アメリカ合衆国国勢調査局に拠れば、市域全面積は62.3平方マイル (161.4 km2)、このうち陸地は61.5平方マイル (159.3 km2)、水域は0.8平方マイル (2.1 km2)で水域率は1.33％である。市域は平らな地形が特徴であるベンドアーチ・フォートワーズ盆地の北東縁にある。標高は500ないし900フィート（150ないし270 m）である。地下はバーネット・シェイルの一部であり、大量の天然ガスを埋蔵していると見られている。

### 気候
デントンは温暖湿潤気候（ケッペンの気候区分"Cfa"）に属すると考えられ、夏は暑くて雨が多く、冬は冷涼である。夏に乾燥した風が吹いて気温が 100°F(38℃) に達することもあるが、平均最高気温は 90°F(32℃) 台である。最も寒い月は1月であり、平均最低気温は 32°F(0℃) まで下がる。デントンでの年間降雪量はダラスやフォートワースのそれに近く、2.4インチ (6.1 cm) である。デントンは竜巻の道の底（最南端）にあたる。ここで竜巻ができるのは希だが、アメリカ国立気象局は竜巻情報を発している。春には鉄砲水や激しい雷雨もしばしば起こっている。
過去最高気温は1954年の 113°F(45.0℃) だった。過去最低気温は−3°F(−19.4℃) だった。年間降水量は約37.7インチ (958 mm) である。

## 人口動態

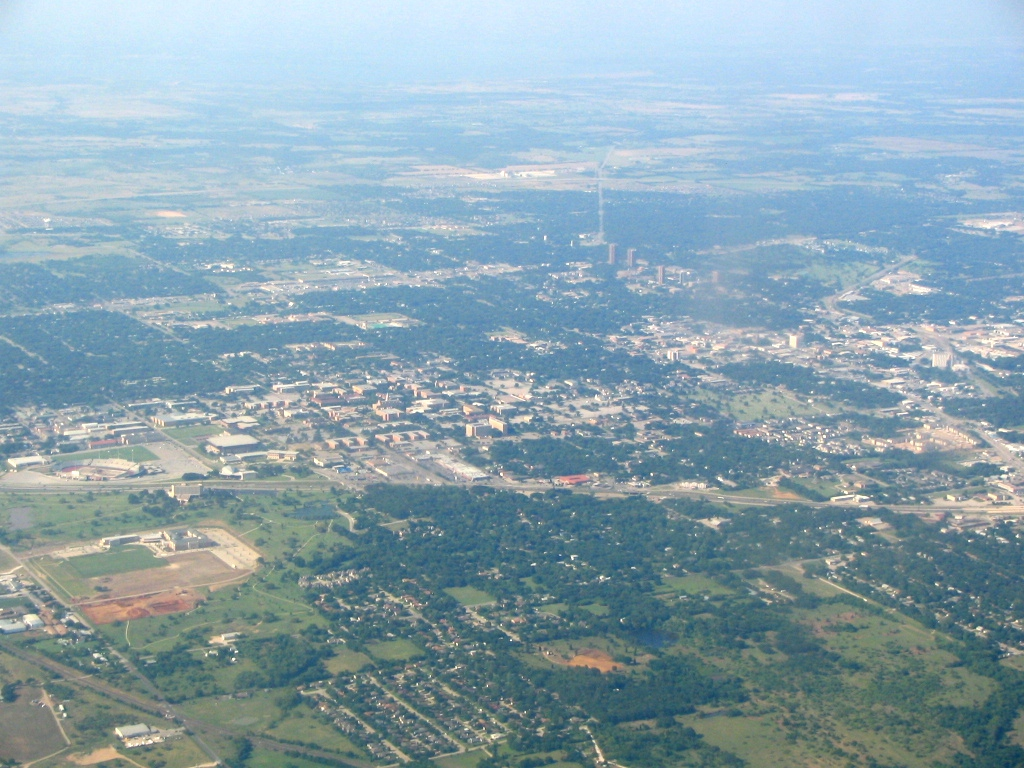
上空から

デントン市の人口は2010年国勢調査で113,383人であり、全国で230位、テキサス州内で27位になっている。ダラス・フォートワース都市圏と共に、近年は着実に成長しており、2006年7月から2007年7月の間では全国の人口10万人以上の都市で10番目に人口増加率の高い都市となった。
以下は2000年国勢調査による人口統計データである。
| 基礎データ - 人口: 80,537人 - 世帯数: 30,895世帯 - 家族数: 16,405家族 - 人口密度: 505.7人/km2（1,309.7人/mi2） - 住居数: 32,716軒 - 住居密度: 205.4軒/km2（532.0軒/mi2） 人種別人口構成 - 白人: 75.62% - アフリカン・アメリカン: 9.12% - ネイティブ・アメリカン: 0.58% - アジア人: 3.39% - 太平洋諸島系: 0.05% - その他の人種: 8.85% - 混血: 2.40% - ヒスパニック・ラテン系: 16.38% 年齢別人口構成 - 18歳未満: 20.7% - 18-24歳: 25.0% - 25-44歳: 30.8% - 45-64歳: 15.7% - 65歳以上: 7.9% - 年齢の中央値: 27歳 - 性比（女性100人あたり男性の人口） - 総人口: 96.7 - 18歳以上: 94.4 | 世帯と家族（対世帯数） - 18歳未満の子供がいる: 26.1% - 結婚・同居している夫婦: 39.8% - 未婚・離婚・死別女性が世帯主: 9.5% - 非家族世帯: 46.9% - 単身世帯: 31.5% - 65歳以上の老人1人暮らし: 6.0% - 平均構成人数 - 世帯: 2.35人 - 家族: 3.06人 収入と家計 - 収入の中央値 - 世帯: 35,422 米ドル - 家族: 51,419米ドル - 性別 - 男性: 33,698米ドル - 女性: 26,037米ドル - 人口1人あたり収入: 19,365米ドル - 貧困線以下 - 対人口: 16.2% - 対家族数: 8.7% - 18歳未満: 14.1% - 65歳以上: 7.0% |

## 経済
デントン市の発行する包括的年間財政報告書に拠れば、市内の主要雇用主は右表の通りである。
| 順位 | 雇用主                     | 従業員数 |
| ---- | -------------------------- | -------- |
| 1    | 北テキサス大学             | 7,351    |
| 2    | デントン独立教育学区       | 3,113    |
| 3    | テキサス女子大学           | 1,586    |
| 4    | デントン郡                 | 1,523    |
| 5    | ピータービルト・モーターズ | 1,500    |

デントンの経済は主に教育、健康と社会福祉、製造業および総合小売業によっている。これらの分野で雇用される就業者総数は2万人を超えている。卸売業や観光業も重要な役割を果たしている。デントン市は1,300人以上を雇用し、そのうち300人は公衆安全のための要員である。北テキサス大学、デントン独立教育学区およびテキサス女子大学という3つの教育関連機関で12,000人以上を雇用し、最大の雇用部門となっている。デントンに本社を構える有名企業では、トラック製造のピータービルト・モーターズ、化粧品のサリー・ビューティ社、宝飾品制作のジョスンズがある。市内最大のショッピングセンターであるゴールデン・トライアングル・モールは90店舗以上の専門店が入り、小売業の中心である。

## 文化とレクリエーション
庁舎広場歴史地区には、現在歴史や文化を展示する博物館となっている旧郡庁舎がある。この庁舎はアメリカ合衆国国家歴史登録財に指定されており、テキサス州が建国150周年を迎えた1986年に修復された。この改修が好意的に受け取られて、中心街の再活性化プログラムが新たな仕事と資本の再投資を生んでいる。中心街はピーカン、オースティン、ウォルナット、シーダー各通りに囲まれた地域であり、多くの店舗やレストランがあって、その幾つかは1940年代以来の営業が続いている。

### 祭と活動
デントンでは住人や観光客向けの祭や行事が幾つか毎年行われている。最大のものは市が後援するデントン芸術とジャズの祭であり、市民セントラルパークでのライブミュージック、食事、工芸品およびレクリエーションに毎年20万人を観衆を集めている。タワー・オブ・パワー、ブレイブ・コンボ、アルトゥーロ・サンドヴァルなどのバンドや北テキサス大学のジャズ・グループが公演してきた。
毎年の北テキサス州祭とロデオは1928年に始まっており、テキサスのカウボーイ文化を宣伝している。ロデオ以外にも地元のカントリーロックの公演、パレード、料理コンテストなどがある。この祭の開催される9日間で15万人以上の観衆を集めている。北テキサス州立お祭り広場では1948年からカーニバルを開催している。

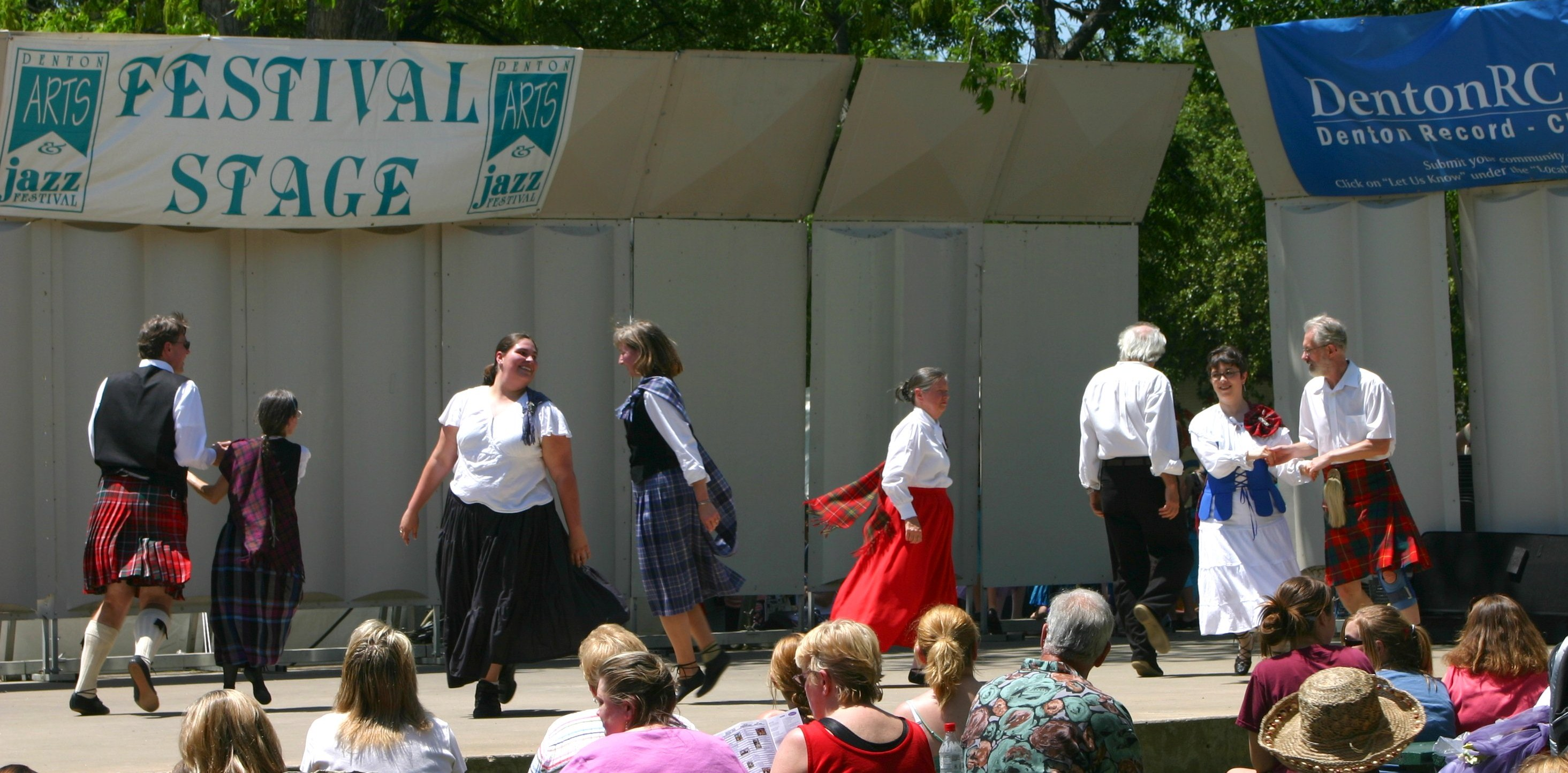
2007年のデントン芸術とジャズの祭で公演するケルトダンサー

毎年デントン休日光の祭の一部として、中心街広場は光で飾られ、グラミー賞を受賞したブレイブ・コンボによる生演奏に照明が当てられる。非営利団体のデントン・エアーフェアが1998年以来毎年のデントン航空ショーを主催している。航空機の飛行実演や展示があるこの家族向け行事には9,000人が集まっている。「テキサスのアメリカハナズオウの首都」と呼ばれるデントンはハナズオウ祭を開催している。あまり有名ではないが、フィエスタ・オンザ・スクエアや「際どいドキュメンタリー映画祭」もある。フライ通り祭は2007年に中断されたが、北テキサス大学のキャンパス近くで開催され、ライブ音楽の演奏が行われた。この行事は1979年から開催されていたが、費用や安全面に対する配慮から中断された。観衆が最も多い都市には2万人に達していた。

### 音楽

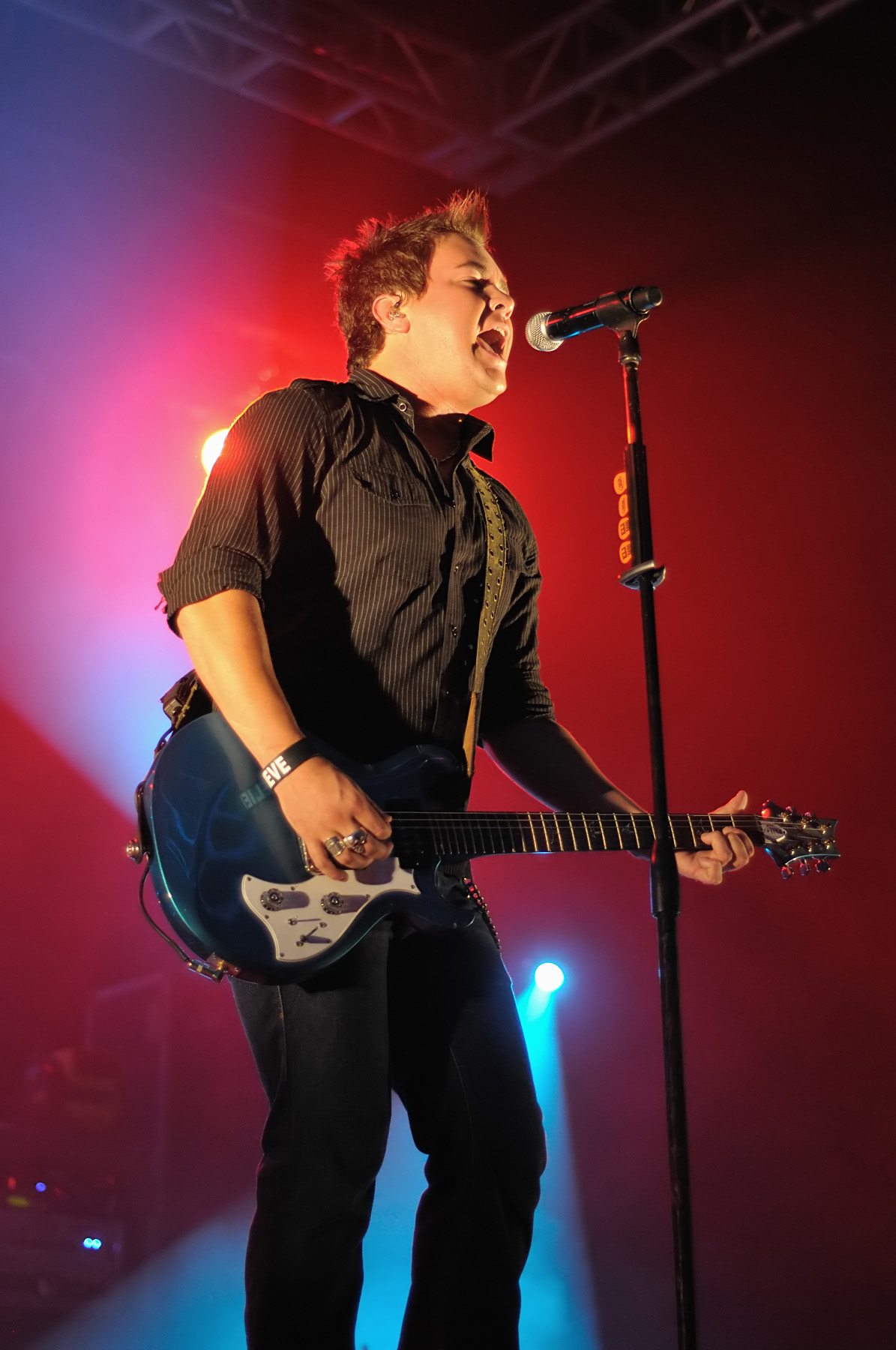
イーライ・ヤング・バンドはデントンでその経歴を始めた

デントンのライブ音楽文化はアメリカ合衆国でも認められた機関である北テキサス大学音楽カレッジに始まった。このカレッジのジャズ研究学科は1947年に創設されたときはこの種のものとして国内初だった。近年、このカレッジの実験音楽とインターメディアのセンターが音楽研究と創世の中心としての評判を上げてきた。
地元の独立系音楽シーンはデントンの学術的音楽の成立とともに出現してきた。デントンを本拠地とし、グラミー賞を受賞したポルカバンドであるブレイブ・コンボは地元の祭で度々演奏している。幾つかの著名バンドやアーティストが北テキサス大学で学び、ロイ・オービソン、イーライ・ヤング・バンド、ボウリング・フォー・スープおよびミッドレイクなどが大手レコード会社と契約してきた。歴史あるフライ通りや広場にある酒場やレコーディングスタジオでは今でも地元のアーティストが演奏している。
市内の音楽会場はデントンの大学町という雰囲気に大きく支えられているが、観衆はダラスやフォートワーズの音楽愛好家であることが多い。こうした音楽ファンの地盤が拡大した結果として、隔週刊新聞「ダラス・オブザーバー」はデントンの音楽に関するコラムを掲載し始めた。2007年と2008年、デントンの音楽シーンは「ガーディアン」、「ポップマターズ」および「ニューヨーク・タイムズ」各紙からも注目を集めることになった。「ペイスト・マガジン」は2008年のアメリカ合衆国で最良の音楽シーンとデントンを名付けた。近年、デントンの音楽シーンは「世界のライブ音楽首都」と渾名されるテキサス州オースティンと比べられてきた。オースティンにはザ・ボイラー・ルーム、ヘイリーズ・クラブ、ラバー・グローブズ・リハーサルスタジオおよびダンズ・シルバーリーフなど音楽会場や商業的レコーディングスタジオが多い。サウス・バイ・サウスウェストのようなライブ音楽行事を創設したいと願ったデントンは、2009年3月にノース・バイ35音楽祭という毎年の行事の1回目を開催した。

## スポーツ

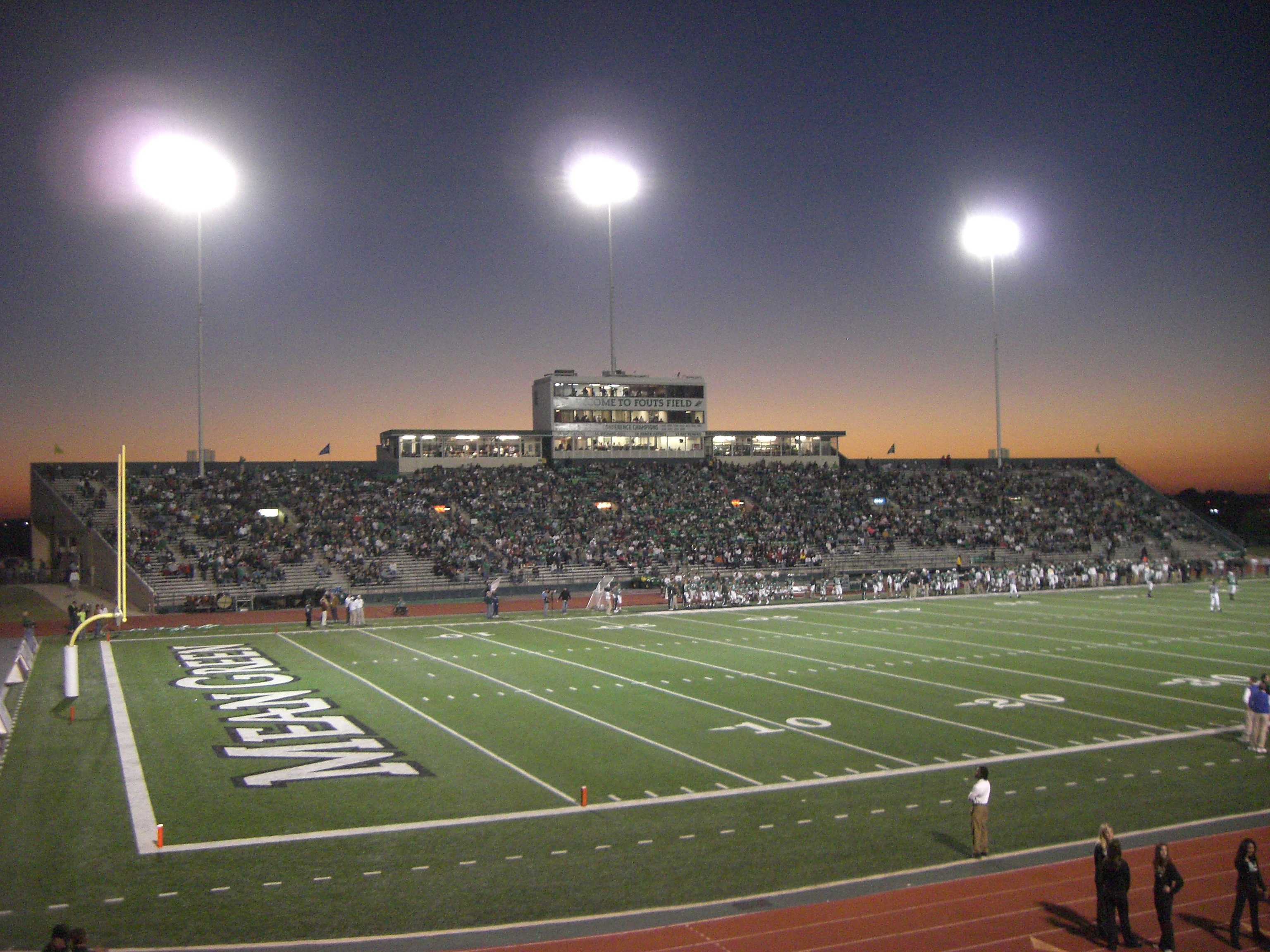
ファウツ・フィールド、北テキサス大学のスタジアム

テキサス女子大学と北テキサス大学は全米大学体育協会（NCAA)のメンバーとして様々なカレッジスポーツのチームを持っている。ファウツ・フィールドでは北テキサス大学のアメリカンフットボールの試合が開催され、観客席は3万席ある。地元の高校は大きな運動競技会を開催しており、特に高校アメリカンフットボールの試合には一般からも多くの観衆を呼んでいる。
市内のスポーツクラブには、ラグビーと野球のチームがある。デントン・ラグビー・フットボール・クラブは、北テキサス大学のラグビークラブを畳んだ後の1979年に結成された。テキサス州ラグビー連盟に加盟し、テキサス州ラグビー選手権、ウェスタン・ラグビー選手権などに勝利し、2004年にはネバダ州リノで開催された全国の準々決勝に出場するなど過去数年間で幾つかの成果を挙げてきた。野球チームのデントン・アウトローズは元テキサスカレッジリーグに所属していた。

## 政治

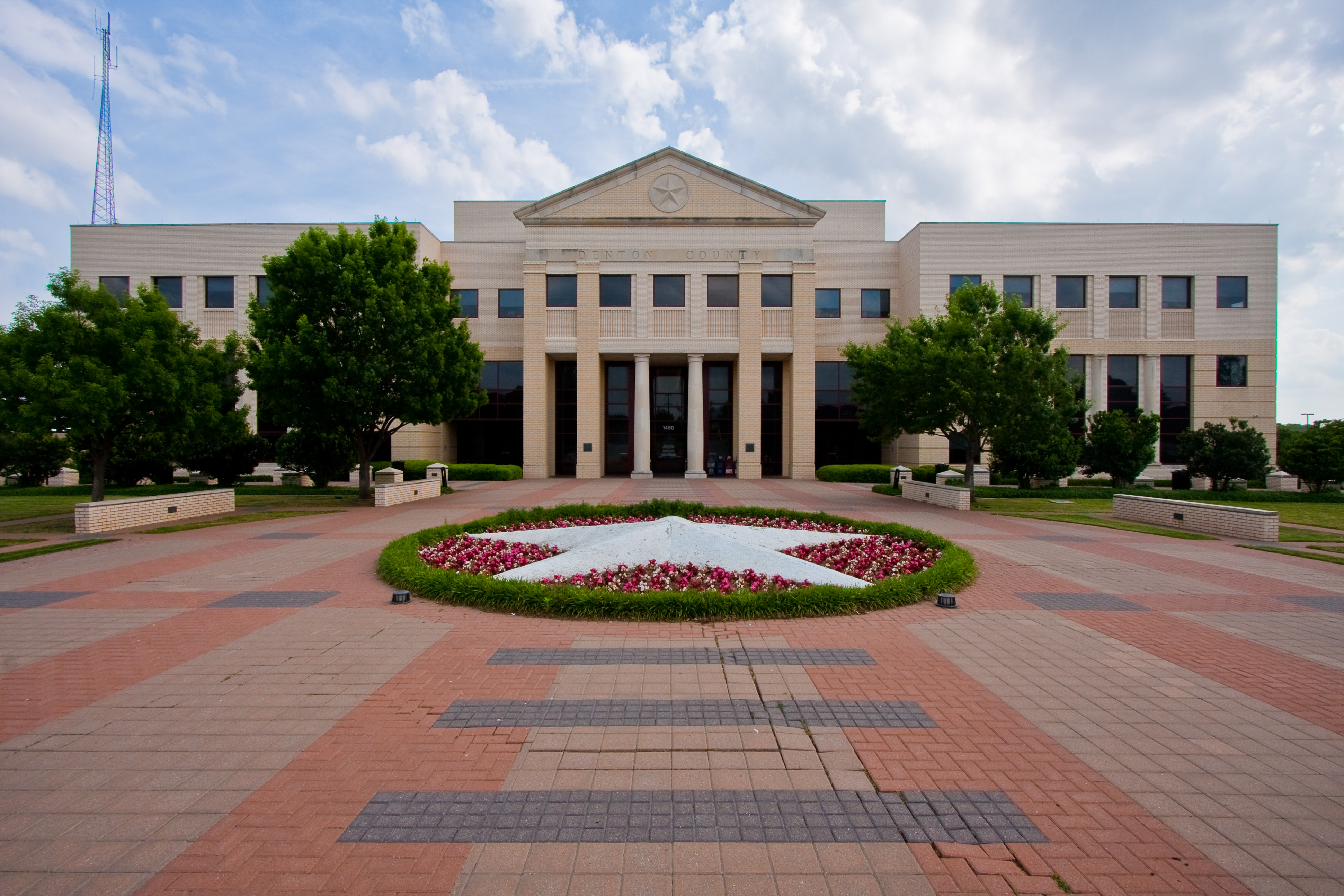
デントン郡裁判所

デントン市はデントン郡の郡庁所在地であり、市政委員会・シティマネジャー方式で市政が行われている。市長1人と4人の市政委員がおり、市政委員のうち2人は全市を選挙区に選出され、市政委員会がシティマネジャーを指名している。選挙は毎年5月に行われ、任期は2年、連続して3期まで再選可能である。現市長はマーク・バーローズである。テキサス州議会では、上院の第30および下院の第64選挙区に属している。連邦議会下院ではテキサス州第26選挙区に属している。2010年時点ですべて共和党議員が務めている。
テキサス州の機関がデントン市内に幾つかの施設を置いている。テキサス州労働力センター、テキサス州自動車運転免許・ハイウェイパトロール部事務所、テキサス州刑事司法部デントン地区保護監察事務所である。テキサス州デントン生活支援センター（元州立デントン学校）は1960年設立であり、発育障害者のための州内最大の居住型施設である。このセンターは州支援生活センターで働く18郡の約1,500人を対象にしている。連邦緊急事態管理庁がデントンにそのリージョンⅥの本部を置いている。

## 教育
2000年国勢調査に拠れば、25歳以上の成人の35.5％は学士号を取得しており、全国平均の24.4％に比べて高い。また83.2％は高校卒以上であり、これも全国平均の80.4％に対して高い。

### カレッジと大学

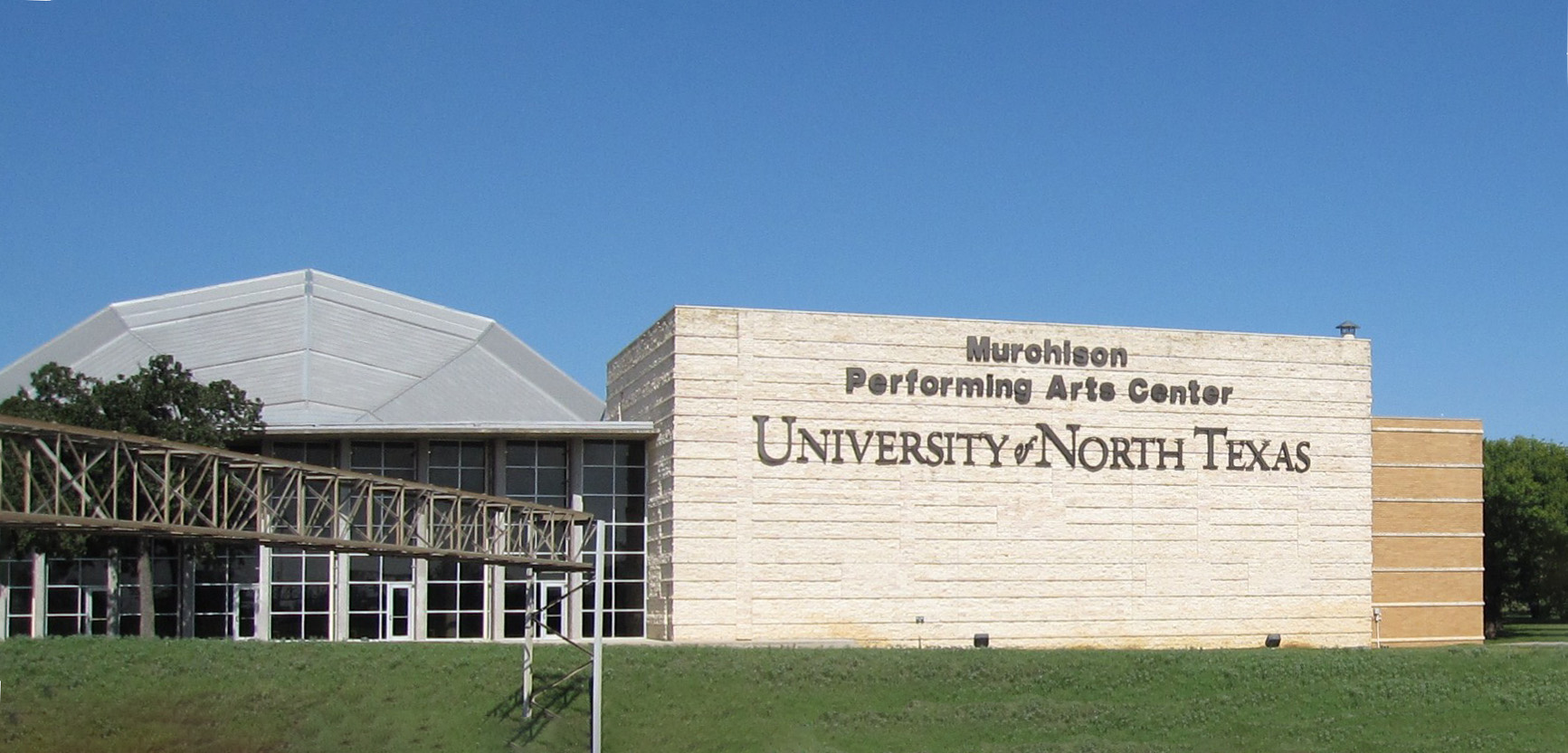
北テキサス大学、北テキサスでは最大の大学である

北テキサス大学は北テキサス大学システムの基幹大学である。このシステムにはフォートワースの健康科学センター、北テキサス大学ダラス校があり、また間もなく法科大学ができる予定である。学生数は36,000人以上であり、全国でも4番目の規模である。この大学はカレッジ・学校南部協会の認定を受けている。この大学の音楽カレッジはこの分野で初の学位を提供するようになった後でジャズの研究で全国的に認められてきた。
テキサス女子大学はダラスとヒューストンの2か所に健康科学センター支所を置く大学である。1901年に設立され、現在は学部、大学院合わせて13,000人の学生がいる。1972年以降、男子も入学を認められるようになった。アメリカ合衆国では再出しの州支援女子大学であることに加えて、その看護カレッジは州内最大、全米でも11番目の規模である。この大学の看護学博士課程は世界最大である。
北中部テキサス・カレッジは近くのコリンスにあるコミュニティ・カレッジであり、デントンからも多くの学生が学んでいる。

### 初等中等教育

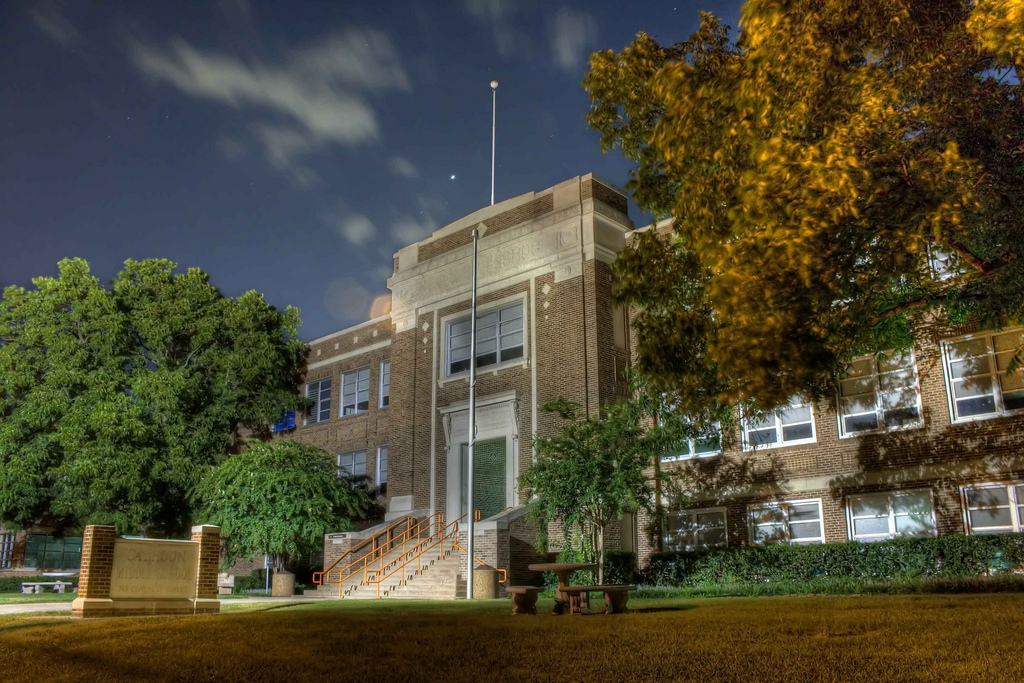
カルフーン中学校、1901年にジョン・B・デントン・カレッジとして創立

デントン独立教育学区が市内の公立教育を管轄し、学区内は高校3校、オルタナティブ高校1校とその他初等教育学校で構成され、児童生徒数は25,000人である。市内の小さな部分が隣接するアーガイル独立教育学区とサンガー独立教育学区に入っている。市内には宗教系やオルタナティブ教育を行う私立学校が幾つかある。

### 図書館
デントンにはデントン公共図書館があり、他にエミリー・ファウラー中央図書館、北支所および南支所の3館がある。市の図書館サービスに加えて、北テキサス大学とテキサス女子大学の校内図書館は、テックスシェア・カードを持っているテキサス州民も利用できる。

## メディア

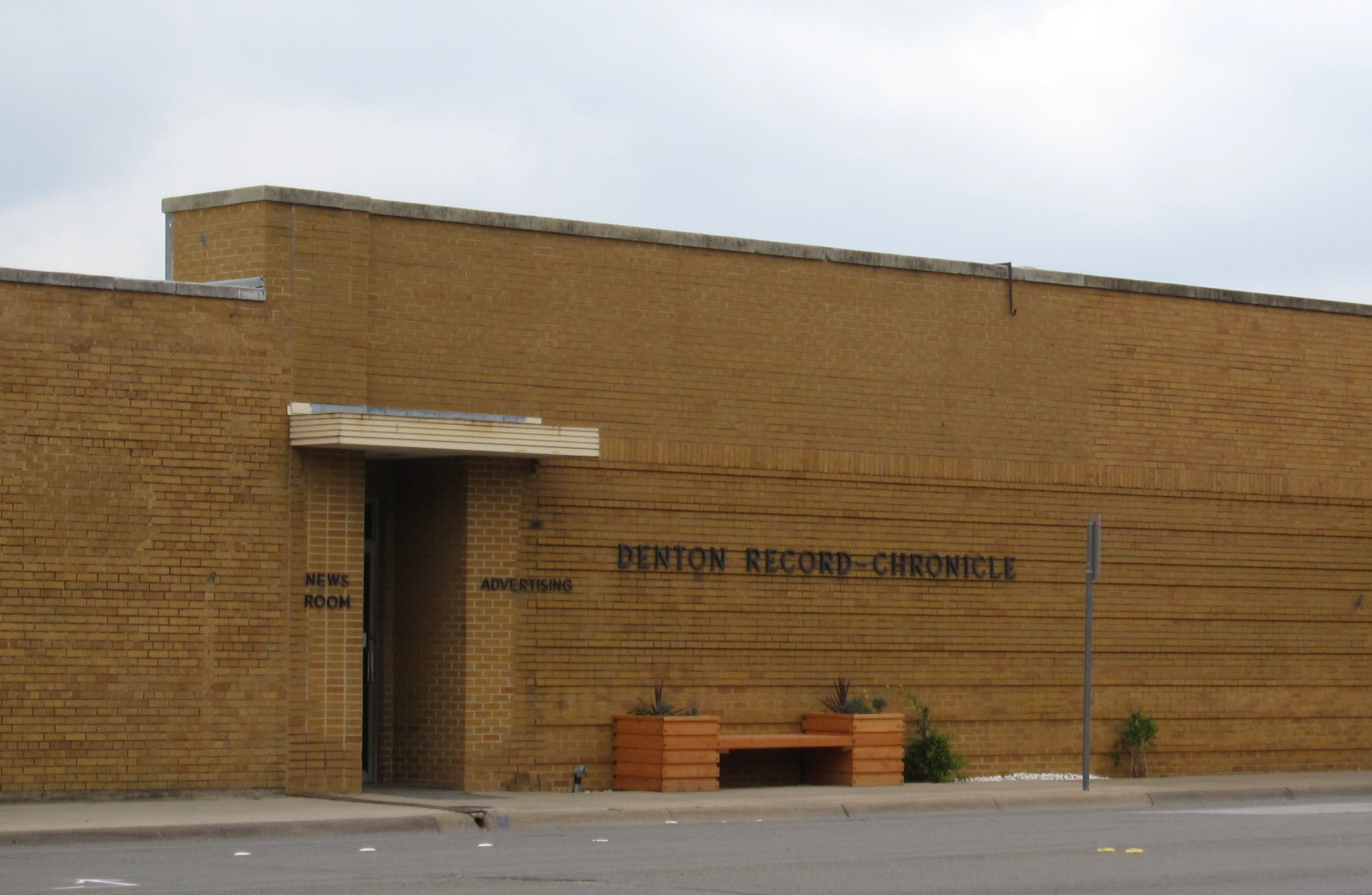
「デントン・レコード・クロニクル」の建物

1899年以来、「デントン・レコード・クロニクル」がデントン市とデントン郡の公式日刊紙である。この新聞は1999年にベロ・コーポレーションが買収しており、発行部数は16,000部である。北テキサス大学とテキサス女子大学では日刊紙「ノーステキサス・デイリー」と週刊紙「ザ・ラッソ」が発行されている。
市の公共テレビ局デントンTVは市政委員会の会合、レストランの評価、高校アメリカンフットボールや教育プログラムを放送している。北テキサス大学のテレビ局NTTVはチャーター・コミュニケーションズとベライゾンFIOSが提供する24時間放送である。NTTVのナイトリー・ニューズは月曜日kら木曜日まで放送されている。北テキサス大学の公式ラジオ局はKNTU-FMである。1969年に開局され、ジャズやブルース、および地元のスポーツやニューズを流している。

## インフラ

### 交通

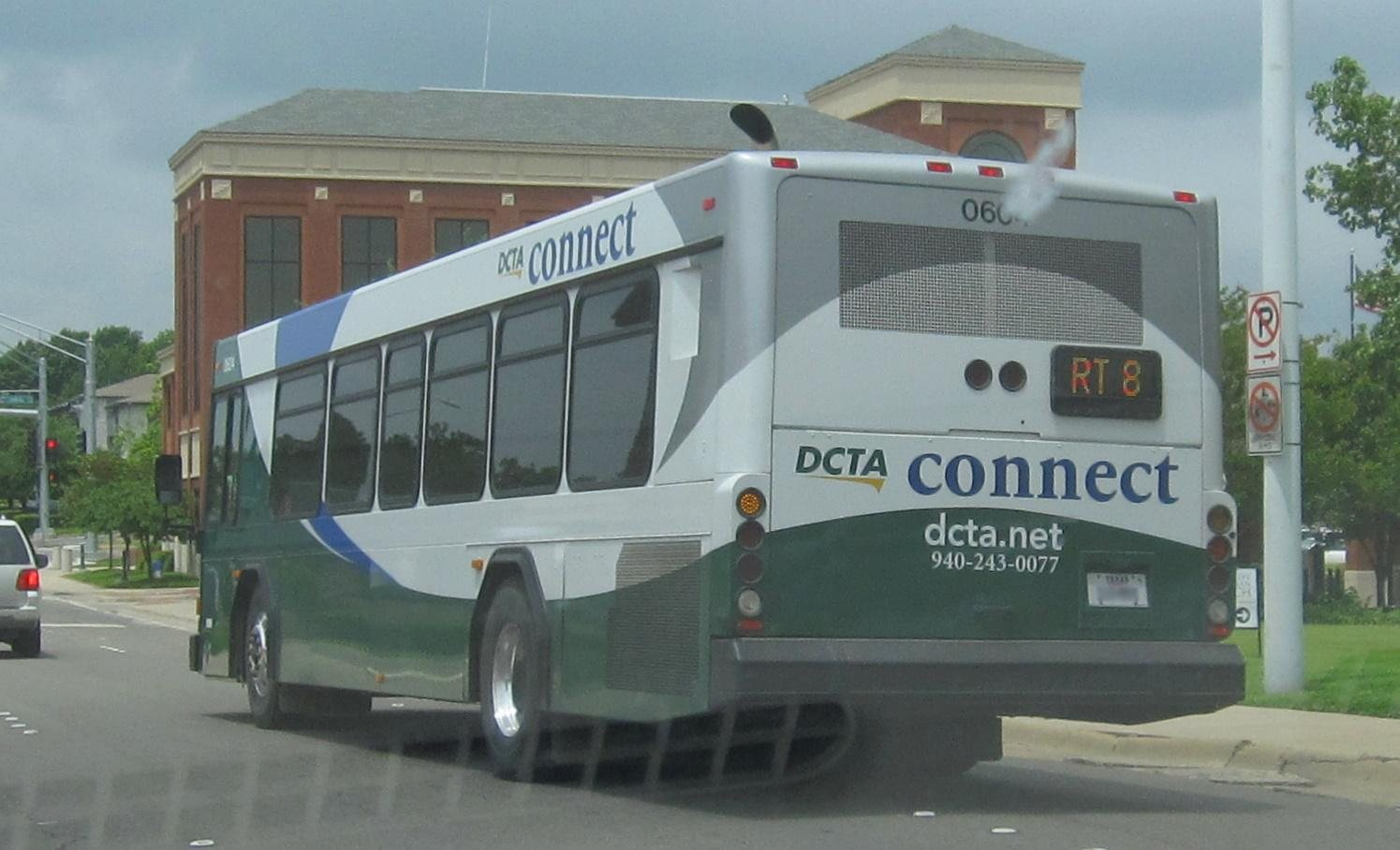
デントン郡交通局のコネクト・シャトル

ダラス中心街やルイスビルまで急行バスを運行するデントン郡交通局が、市内の定期便や中間的交通を運行している。2013年にデントン郡交通局の通勤線Aトレインの駅として、デントン中心街交通センターとメドパーク駅ができる予定である。デントン郡交通局はまた、市内のバス便と大学へのシャトル便も運行している。高齢者やあらゆる年齢の障害者には非営利団体のスペシャルプログラムズ・フォー・エイジングニーズが提供する中間的交通がある。
州間高速道路35号線はデントンの北テキサス大学キャンパス近くで2つに分かれている。東35号線はダラスに向かい、西35号線はフォートワースに向かっている。州道環状288号線は部分的に市を囲んでいる。C・H・コリンズ運動施設の側で市の北部を横切り、ゴールデン・トライアングル・モール近くの東部に出る。アメリカ国道77号線と同377号線は歴史ある町の広場を通り、同380号線はデントンと東のフリスコ、西のディケーターとを結んでいる。
デントン市民空港は市の中心事業地区の西5キロメートルにある市営空港である。この空港には種々貨物便やチャーター便の運航会社、さらに飛行学校が2校入っている。新しいターミナルが2008年に開設されたが、2008年6月時点でコミューター便の開設には漕ぎ着けてはいない。

### 健康管理

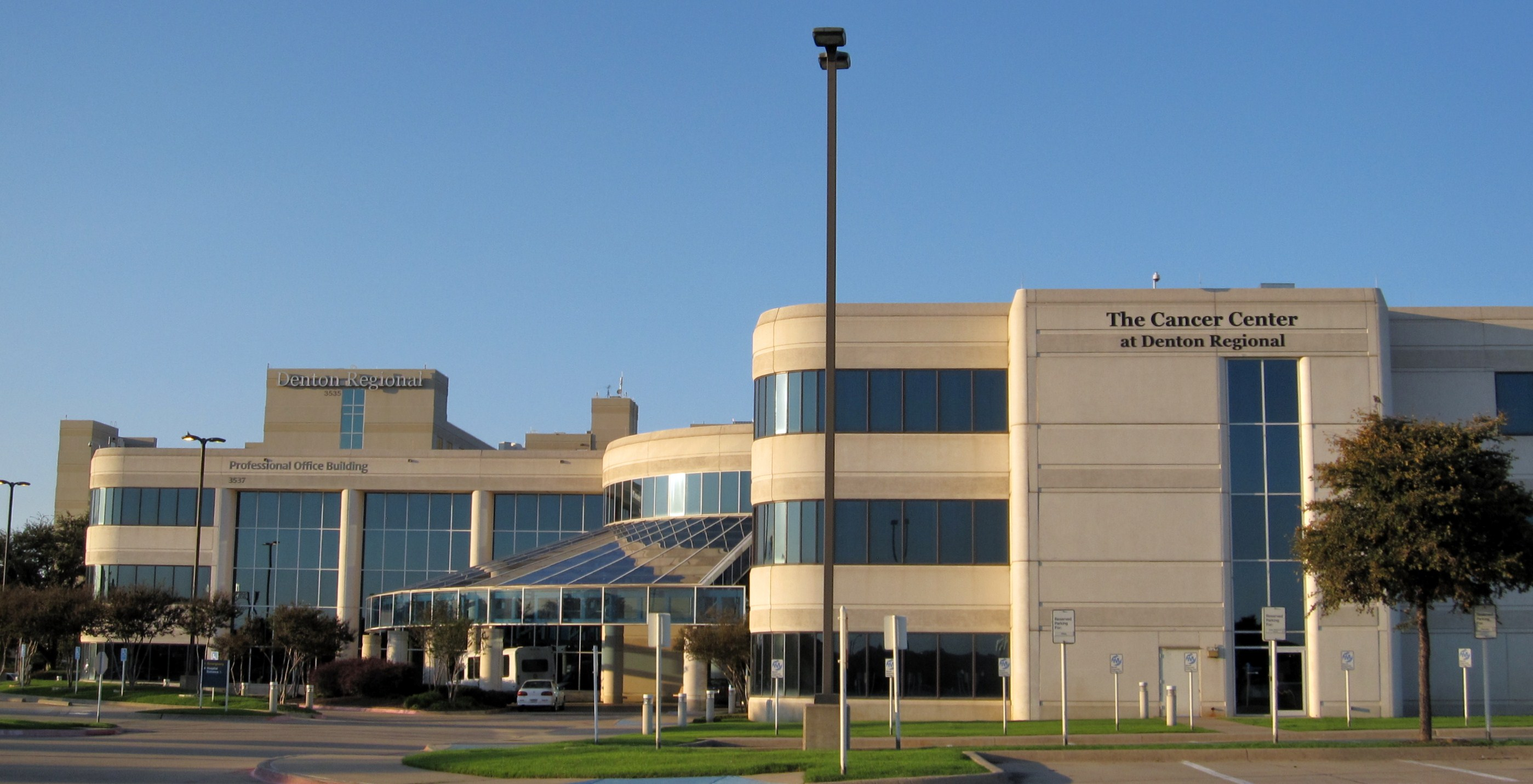
デントン地域医療センター、デントンで主要な病院の1つ

市内の健康管理システムは主に2つの病院が担当している。デントン地域医療センター（レベルⅢ救急センター）は、ホスピタル・コーポレーション・オブ・アメリカが運営する総合病院であり、中心街の南東にある。テキサス健康長老派教会病院デントン（元デントン・コミュニティ病院）も総合病院であり、市の南端にある。どちらも800人以上を雇用しており、200床以上の病棟と救急医療で免許を受けている。

### 公共事業
公共事業はデントン市営公共事業部が管理している。市は水道、下水道、電力、ゴミ処理を担当している。電力はデントン市営電力が1905年以来に供給している。2009年には再生可能エネルギー比率が40％になった。デントン市上水道部は市の上水を供給し、アトモス・エナジーが天然ガスを供給している。地域の環境性能を維持し改善するために多くの提案が行われている。チャーター・コミュニケーションズとベライゾンがケーブルテレビ、電話およびインターネットサービスを提供している。

## 著名な出身者と住人

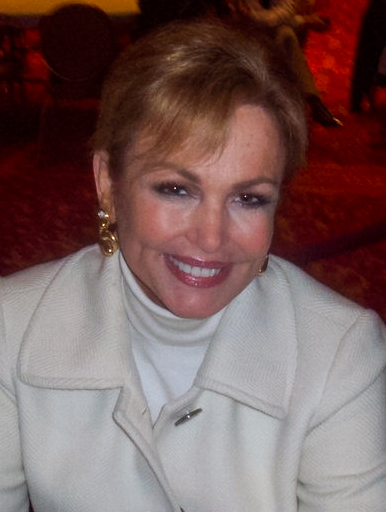
フィリス・ジョージ、デントン生まれ、1971年のミス・アメリカ

ダラス・フォートワース都市圏での文化と教育の中心というデントンの位置付けが、市内に居住あるいは出生、大学に通学というような形で多くの著名人を生んだ。北テキサス大学の世に認められた音楽課程があることで、著名人の多くは音楽的背景がある。北テキサス大学出身の歌手やバンドでグラミー賞の候補や受賞者になることで批評家の称賛を勝ち得た者としては、ノラ・ジョーンズ、ボウリング・フォー・スープ、ドン・ヘンリー、ミートローフ、ロイ・オービソン、およびブレイブ・コンボがいる。これらに加え、ディープ・ブルー・サムシングやイーライ・ヤング・バンドもメジャーレーベルと契約してきた。デントンで生まれた多くの人が芸術や娯楽の分野で経歴がある。例えば、元ミス・アメリカのフィリス・ジョージ、ファンク音楽のスライ・ストーン、および女優のアン・シェリダンがいる。

## 姉妹都市
デントンは国際姉妹都市プログラムに加入し、文化と経済の交換プログラムを行っている。
- メキシコ、ヌエボ・レオン州、サンニコラス・デ・ロス・ガルサ